# At War with the Mystics
At War with the Mystics ist das elfte Studioalbum der US-amerikanischen Psychedelic-Rockband The Flaming Lips. Es wurde am 3. April 2006 auf Warner Bros. Records veröffentlicht.
Die DVD-Fassung des Albums trägt den Titel "At War with the Mystics 5.1" und enthält das gesamte Album in einer DVD-Audio- und Dolby-Digital-Raumklang-Abmischung. Zusätzlich finden sich auf der DVD weitere Lieder und Videos. Die CD-Fassung des Albums ist der DVD beigelegt.

## Titelliste
Die Titellisten enthalten die vollständigen Titel der Lieder, wie sie im Booklet zu finden sind. Die Titelliste auf der Rückseite der CD und DVD enthält nur die gekürzten Titel.

### CD/LP
1. The Yeah Yeah Yeah Song (With All Your Power) – 4:51
2. Free Radicals (A Hallucination of the Christmas Skeleton Pleading with a Suicide Bomber) – 3:39
3. The Sound of Failure / It’s Dark… Is It Always This Dark?? – 7:18
4. My Cosmic Autumn Rebellion (The Inner Life as Blazing Shield of Defiance and Optimism as Celestial Spear of Action) – 4:48
5. Veign of Stars – 4:15
6. The Wizard Turns On… The Giant Silver Flashlight and Puts on His Werewolf Moccasins – 3:41
7. It Overtakes Me/The Stars Are So Big… I Am So Small… Do I Stand a Chance? – 6:50
8. Mr. Ambulance Driver – 4:21
9. Haven't Got a Clue – 3:23
10. The W.A.N.D. (The Will Always Negates Defeat) – 3:44
11. Pompeii am Götterdämmerung – 4:22
12. Goin' On – 3:39

### DVD
1. The Yeah Yeah Yeah Song (With All Your Power) – 5:22
2. Free Radicals (A Hallucination of the Christmas Skeleton Pleading with a Suicide Bomber) – 3:39
3. The Sound of Failure / It’s Dark… Is It Always This Dark?? – 7:18
4. My Cosmic Autumn Rebellion (The Inner Life as Blazing Shield of Defiance and Optimism as Celestial Spear of Action) – 5:01
5. Veign of Stars – 4:58
6. The Wizard Turns On… The Giant Silver Flashlight and Puts on His Werewolf Moccasins – 3:45
7. It Overtakes Me/The Stars Are So Big… I Am So Small… Do I Stand a Chance? – 6:50
8. Mr. Ambulance Driver – 4:21
9. Haven't Got a Clue – 3:23
10. The W.A.N.D. (The Will Always Negates Defeat) – 3:44
11. Pompeii am Götterdämmerung – 4:19
12. Goin' On – 3:44

- Outtakes:

1. Why Does It End? – 4:38
2. You Gotta Hold On – 4:52
3. Your Face Can Tell the Future – 5:20
4. The Gold in the Mountain of Our Madness – 4:47
5. Time Travel?? Yes!! – 3:23
6. Bohemian Rhapsody (Cover von Queen) – 6:36

- Radio sessions:

1. My Cosmic Autumn Rebellion – 4:39
2. Goin' On – 3:43
3. Unmade Bed / No Quarter (Cover von Sonic Youth/Led Zeppelin) – 6:55
4. The Sound of Failure – 4:03
5. Vein of Stars – 4:50
6. Vein of Stars (Operatic Spook) – 4:15
7. The Yeah Yeah Yeah Song (Chicken Fried Hoedown Protest Rally) – 4:44
8. The Yeah Yeah Yeah Song (In Anatropous Reflex) – 4:22

- Videos:

1. Mr. Ambulance Driver
2. The Yeah Yeah Yeah Song
3. The W.A.N.D.
4. 2006 OKC Classen High Commencement Speech

## Veröffentlichungen
- Mr. Ambulance Driver (2005, Soundtrack zum Film Die Hochzeits-Crasher)
- The W.A.N.D. (The Will Always Negates Defeat) (2006, Single)
- The Yeah Yeah Yeah Song (With All Your Power) (2006, Single)
- It Overtakes Me (2006, EP)

Der Song It Overtakes Me wurde 2006 in einem Werbespot für Beck’s eingesetzt. The W.A.N.D. wurde in einem Werbespot von Dell eingesetzt, der in den USA und im Vereinigten Königreich ausgestrahlt wurde.

### Weitere Veröffentlichungen
Für das Computerspiel „Die Sims 2: Haustiere“ spielten die Flaming Lips den Song Free Radicals in Simlish ein, was laut Coyne dem Interesse der Band daran, „neue Herausforderungen“ zu wagen, entgegenkam.

## Künstlerische Beschreibung

### Musik
Auf At War with the Mystics kommen im Gegensatz zum synthesizerlastigen Vorgängeralbum Yoshimi Battles the Pink Robots wieder vermehrt Gitarren zum Einsatz. Es enthält verschiedene musikalische Zitate und Referenzen. So hört laut.de vor allem Bezüge auf afroamerikanische Musik, insbesondere zu George Clinton (bei It Overtakes Me) und zu  Prince (bei Free Radicals). Es werden aber auch Bezüge zu psychedelischer Musik wie von Pink Floyd beschrieben und eine Nähe zum eigenen Vorgängeralbum Yoshimi Battles the Pink Robots festgestellt.
Das Album hebt sich laut Neumu 44.1 kHz durch musikalische Spontanität ab, die ermöglicht, “that absolutely anything could happen” (Sam Ernst, deutsch: „dass absolut alles passieren könnte“). Laut Filter ist daher “Each consecutive [song] […] stranger than the last” (Filter, deutsch: „jedes folgende Lied fremder als das vorhergehende“).

### Texte
Das Album hat ein textliches Konzept, bei der ein Zauberer im Weltall auf der Suche nach einem Supernova-Cluster ist, das einer nackten Sternenkönigin mit gespreizten Beinen ähnelt, um mit seinem Raumschiff in die Vagina dieser Sternenkönigin zu fliegen. Kurt Dahlke äußerte sich über das Konzept des Albums wie folgt:

„Auf der einen Seite steht der völlig verkopfte Rationalismus der Neuzeit, auf der anderen Seite die überspannte Religiosität der Sekten und meisten Religionen“

### Artwork
Das von Coyne gemalte Bild auf dem Cover stellt eine stilistische Kreuzung aus den Coverbildern der beiden Vorgänger The Soft Bulletin und Yoshimi Battles the Pink Robots dar.

## Rezeption

### Rezensionen
Das Album erhielt einen Metascore von 76. Bei E! Online und Uncut erreichte es die höchstmögliche Punktzahl. Plattentests.de wertete At War with the Mystics als „das kämpferischste Kindergartenalbum aller Zeiten“ und vergab 8/10 Punkte. cdstarts.de vergab 8/10 Punkte und beschrieb das Album als „unterhaltsame[n] Pop mit Tiefgang“. helga-rockt.de wertete "At War with the Mystics" als ein Album, „das man getrost als Meisterwerk bezeichnen kann“ und vergab 4 von 5 Punkten.
Es gab jedoch auch weniger positive Kritik: exitmusic.ch bezeichnete das Album als „ein weiteres Prunkstück“ und vergab 3,5/5 Punkte, äußerte aber auch, dass „die Flaming Lips nerven, weil sie warten und sich verzetteln, zu lange spielen“. Spiegel Online vergab 6 von 10 Punkten und kritisierte Stilmittel wie verfremdeten Gesang, Sirenen und das Zitat der deutschen Nationalhymne in „Pompeii am Götterdämmerung“. Laut.de vergab zwar 4 von 5 Punkten, bezeichnete das Album aber als „ein wenig ermüdend“. Der Austin Chronicle vergab 1,5 von 5 Punkten und beschrieb das Album als “That’s what bands do when they don’t have anything to say” (Melanie Haupt, deutsch: „dies ist, was Bands tun, wenn sie nichts zu sagen haben.“)

### Kommerzieller Erfolg
In den britischen Albumcharts belegte At War with the Mystics Platz 6, während es in den Billboard 200 auf Platz 11 kam. Damit war es in beiden Ländern die bislang erfolgreichste Album-Veröffentlichung der Flaming Lips. In Norwegen (Platz 14), Dänemark (Platz 20), Finnland (Platz 25) und Schweden (Platz 32) kam das Album jeweils in die Top 40.
Im Zusammenhang mit dem Dell-Werbespot erreichte The W.A.N.D. im Juli 2006 Platz 41 der britischen Singlecharts. Im April desselben Jahres hatte The Yeah Yeah Yeah Song bereits Platz 16 der britischen Charts belegt.

### Auszeichnungen
At War with the Mystics gewann im Jahr 2007 einen Grammy in der Kategorie Best Engineered Album, Non-Classical, das Instrumental The Wizard Turns On… gewann im selben Jahr in der Kategorie Best Rock Instrumental Performance. Außerdem war At War with the Mystics in der Kategorie Best Alternative Music Album nominiert. 2008 wurde die 5.1-Raumklang-Abmischung des Albums als Best Surround Sound Album nominiert.
In den Jahrescharts von Intro belegte At War with the Mystics Platz 25. Beim New Musical Express belegte das Album Platz 22 und der Song The Yeah Yeah Yeah Song Platz 25. In den Jahrescharts des Musikexpress kam At War with the Mystics auf Platz 32. In den Jahrescharts der Spex belegte das Album Platz 41 und der Song The W.A.N.D. Platz 46. Im Jahrespoll von The Tris McCall Report belegte das Album Platz 35, bei Plattentests Online erreichte es im Jahrespoll 2006 Platz 77.